# Roger de Montgomery
I. Roger de Montgomery Montgomery hűbérura (lordja) és Hiesmois vikomtja volt Normandiában.

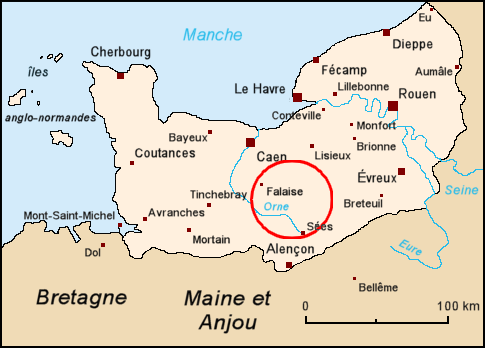
Hiémois térképe és elhelyezkedése a középkori Normandiában.

## Élete
Roger Hugh de Montgomerynek és feleségének, Josceline-nek a fia volt. (Az anyja) Normandia hercegnőjének, Gunnorának az unokahúga volt. Roger birtokolta a Montgomery Saint Germain-i és Saint Foy-i földeket. Mindkét helyen voltak korai kastélyok nyomai. Körülbelül ugyanabban az időben - 1027-ben -vált Heismois vikomtjává, amikor I. Robert normandiai herceg lett. Sőt, mint vikomt, hitelesítette a Szent Wandrille-i apátság királyi okiratát 1031-1032 körül. Mint Robert herceg, Roger is elkezdte kisajátítani a templomi birtokokat. Beleértve ebbe (1025-27 körül) Bernay város felét. Megszerzett egy erdőséget Crispus Fagidus-nál, amely a jumieges-i apátsághoz tartozott. Bezárt egy, ugyanehhez az apátsághoz tartozó, piacot és áttette saját birtokára. Később úgy tűnt, meggondolta magát. Visszaadta a piacot az apátságnak és kárpótlást fizetett a veszteségeikért.
Úgy tűnik, 1035 után Roger elvesztette a kegyeit a fiatal Vilmos hercegnél. Vilmos herceg egyik korai okiratát egyszerűen Montgomery Roger-ként írta alá. Láthatóan nem volt már vikomt. 1037-ben, amikor lázadások törtek ki, Roger egyike volt a lázadóknak. Miután legyőzték, I. Henrik francia király fennhatósága alá menekült. Rogert Osbern the Steward (Osbern az Intéző) száműzetésbe kényszerítette. Osbernt később Roger fia, William de Montgomery, ölte meg. Roger halálának ideje és helye ismeretlen. 1068-ban feleségének még mindig voltak földjei Bures-ban és Saint-Pair-ban.

## Család
Roger feleségének nevét nem ismerjük, de volt öt fia:
- Hugh de Montgomery
- Robert de Montgomery
- II. Roger de Montgomery, Shrewsbury első grófja.
- William de Montgomery, akit Vilmos herceg kiskorúsága idején ölték meg.
- Gilbert de Montgomery, akit 1063-ban állítólag Mabel de Bellême megmérgezett.